# Gasosa Cini
Gasosa Cini é uma marca de refrigerante característico e tradicional da região sul do Brasil, em especial nos estados do Paraná, onde foi fundada em São José dos Pinhais (Região Metropolitana de Curitiba) e onde se localiza a fábrica Cini Bebidas, e também um centro de distribuição no estado de Santa Catarina, na cidade de Joinville.

## Histórico

### Egízio Cini
Egízio Cini veio da Itália, da região de Veneto, para o Brasil, no século XIX, com o objetivo de se instalar em terras doadas pelo imperador Dom Pedro II e se estabeleceu na Colônia Cecília, no município de Palmeira, no Paraná. Na colônia, casou-se com Aldina Benedetti, de uma família pioneira. Ezígio e Aldina construíram um moinho de fubá e em 1 de outubro de 1891 nasceu seu primogênito, Hugo Cini.
Junto com a esposa, produziam uma bebida para os finais de semana a base de água, açúcar e gengibre, que chamaram de "gengibirra", união das palavras gengibre e birra (cerveja em italiano). Não era alcoólica, mas quando a gengibirra começou a fazer sucesso na colônia, através do comentários entre os colonos, passou a ser conhecida como uma cerveja de gengibre.
Ezígio era considerado um intelectual que defendia seus ideais, através de um jornal que foi fundado em 1899, em Curitiba e era dirigido por ele, o II Diritto Libertário, inclinado para a divulgação anarquista. O jornal estampava um subtítulo: “Periódico comunista – anarchico”. Com a Proclamação da República, ocorreu a decadência da Colônia Cecília, devido à dívida colonial.
Em 1904, Ezígio Cini associou-se a Carlos Chelli, também ex-integrante da Colônia Cecília para iniciar um pequeno negócio dedicado à produção de bebidas alcoólicas. Em São José dos Pinhais, fundou a Cervejaria Esperança. A empresa produzia uma água carbonatada e algumas bebidas alcoólicas, como Fernet, e duas cervejas, uma clara e outra escura, chamada Águia. A cerveja Águia era artesanal, e o processo de fabricação incluía a fermentação na própria garrafa.

### Hugo Cini
Com a morte de Ezígio Cini, Aldina assumiu a posição na sociedade com Chelli, ao lado do filho mais velho, Hugo. Chelli vendeu sua parte na sociedade para Hugo, que assumiu a indústria. Os meios de produção na época eram: uma máquina manual movida a pedal, um tanque para a lavagem das garrafas e tonéis de carvalho para a cerveja. A fermentação levava de 25 a 30 dias e a matéria-prima provinha da Tchecoslováquia, em caixas lacradas com zinco.
Enquanto a fábrica era em São José dos Pinhais, foi construído um depósito em Curitiba, e posteriormente, em 4 de março de 1928, o depósito foi transformado em fábrica, na cidade de Curitiba, e foi registrada como "Hugo Cini e Cia"., tendo suas instalações ampliadas significativamente.
Em 1945, a empresa foi transformada em Hugo Cini e Filhos Ltda., tendo a participação da esposa de Hugo Cini, Amélia Gobbo Cini, e de seus filhos Carlos Ezígio, Carolina Isolina, Aldina, Orlando, Espérdie, Nilo e Ginete.
Inicialmente, as vendas eram realizadas em carroças carregadas com cerca de 60 dúzias, no começo da semana, levando capilé, aguardente, gasosa e cerveja. Como o processo para a fabricação das cervejas era muito caro, a fábrica parou de produzi-las na Segunda Guerra Mundial. Na década de 1940, a Cini já fabricava a “colinha”, refrigerante de 190 ml, com gosto puxado para malte.
Parte do maquinário, da marca Dickes, foi trazido da Alemanha para a produção da gasosa, e o químico encarregado da fórmula também foi trazido da Europa. A gasosa era elaborada manualmente, e as essências procediam da Alemanha, nos sabores framboesa, limão, abacaxi, gengibre e o procaroli especial, caramelo que vinha em uma barrica de 200 litros e que dava cor à cerveja.
Em maio de 1963 a Cini foi transformada em Sociedade Anônima sob a designação de Hugo Cini S.A. – Indústria de Bebidas e Conexos.
Na década de 1960, mesmo com uma promoção com o refrigerante “colinha”, que oferecia prêmios dentro da tampinha de cortiça, a fábrica parou de produzir o produto devido à grande concorrência da Coca-Cola. As gasosas, porém, já haviam conquistado o mercado do Paraná e Santa Catarina, em especial a “Gengibirra”. Durante muitos anos a Cini foi conquistando o mercado; comprou a marca Wimi, tradicional refrigerante de laranja e foi modernizando o maquinário.

## Produção atual

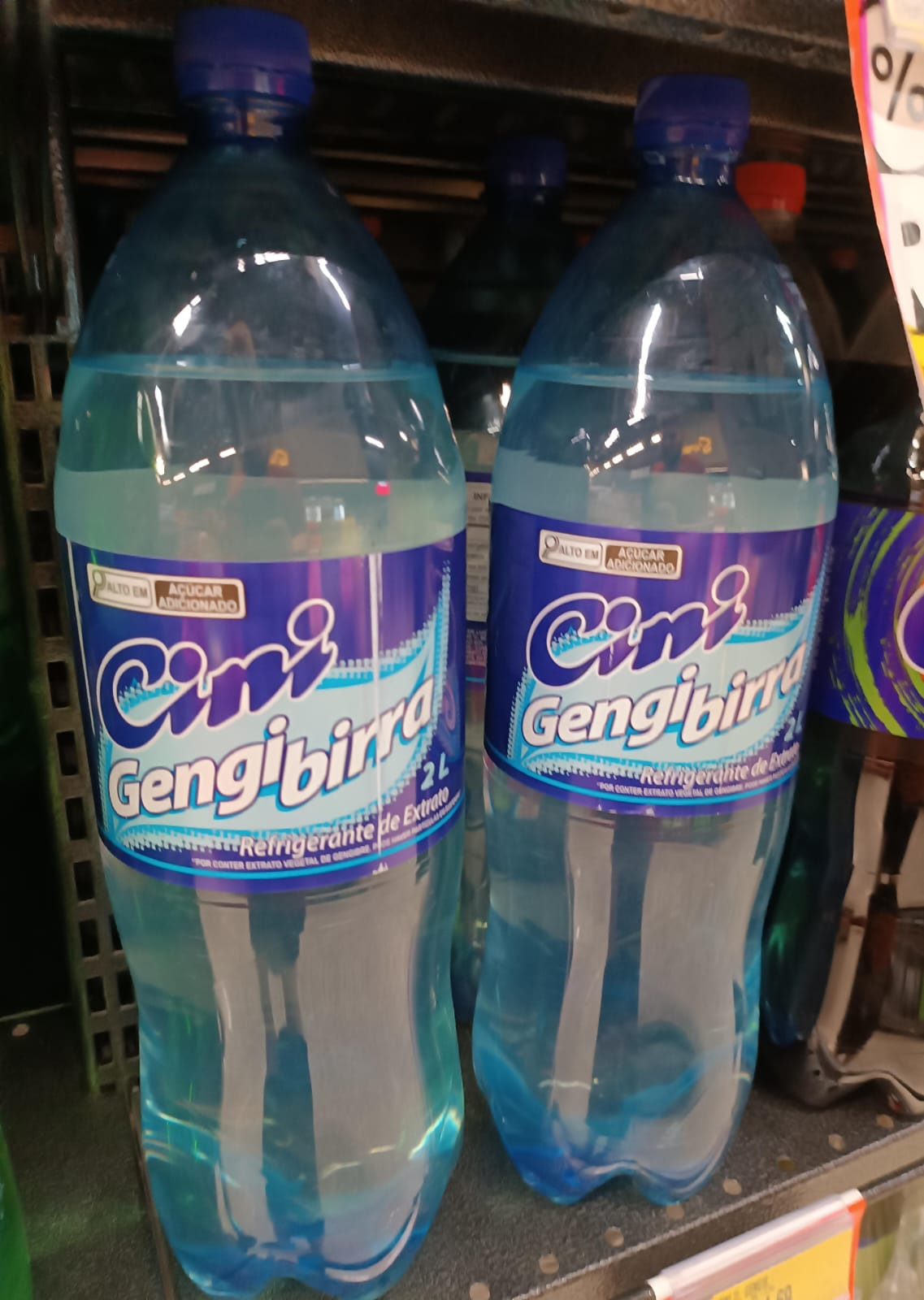
Refrigerante Gasosa Cini Gengibirra em um supermercado.

No início da década de 1970 o empresário Hugo faleceu e o comando da empresa ficou a cargo dos filhos Orlando e Nilo. Como acontece com muitas empresas familiares, na década de 1980 a Hugo Cini passou por um processo de transição.
Em 1996, a sede da indústria em Curitiba foi transferida para Pinhais, região metropolitana de Curitiba, onde a indústria passou a dispor de uma área de 10.000m², sendo 6000m² de área construída.
No dia 17 de março de 2003, aos 84 anos de idade faleceu o industrial Orlando Cini.
Em março de 2004, a indústria fez 100 anos, passando a ser uma empresa de bebidas não alcoólicas, oferecendo além das gasosas o chá mate e as bebidas prontas de sucos de frutas.
Em 2006, Cini Bebidas retornou às suas raízes, a cidade de São José dos Pinhais. Atualmente a Cini é comandada por dois grupos de acionistas, herdeiros de Orlando e Nilo Cini.

## Apresentação
A Gasosa Cini pode ser apresentada em vários sabores: framboesa, limão, guaraná, gengibirra (feita de gengibre), laranja, abacaxi, cola com limão.